# Ecina
L'Ecina è un corso d'acqua di carattere torrentizio che nasce dalla località Casciana Alta, in provincia di Pisa.
Il torrente attraversa le campagne del comune di Casciana Terme Lari per poi immettersi nel torrente Borra, al confine con il comune di Crespina Lorenzana, dopo un corso di circa 5 km. Alimentato da sorgenti autonome, la prima delle quali in località Le Cave, nonostante la sua portata vari sensibilmente a seconda delle stagioni, il torrente scorre per tutto il corso dell'anno, non prosciugandosi mai: per tale motivo in antichità lungo il suo corso erano presenti numerosi mulini, i cui resti sono tuttora riconoscibili lungo alcune anse.